# Équipe du Brésil de beach soccer
L'équipe du Brésil de beach soccer est une sélection qui réunit les meilleurs joueurs brésiliens dans cette discipline sous l'égide de la Confédération du Brésil de beach soccer (CBBS).

## Histoire
En 1994, TV Globo et Koch Tavares forment un partenariat pour la réalisation d'un Mundialito de Beach Soccer en Avril, sur la plage de Copacabana. Le Brésil remporte cette première compétition de beach soccer.
L'année suivante, la BSWW met en place son Championnat du monde à Rio de Janeiro dont le Brésil remporte 9 des 10 éditions. En même temps, les Auriverde remportent chaque édition de la Copa América une à une.
Au début de l'année 2005, le beach soccer reçoit le soutien de la FIFA, qui met en place la première édition de la Coupe du monde FIFA de Beach Soccer. Pour cette première, le Brésil ne se hisse que sur la 3e marche du podium après leur défaite en demi-finale contre le Portugal. Les deux éditions suivantes toujours organisées au Brésil sont à nouveau remportées par la Seleção de même que les premières éditions du Championnat CONMEBOL.
En 2007 est mis en place la Coupe des Nations de beach soccer appelée Copa das Nações, le Brésil remporte la compétition sans concéder une seule défaite et porte à 46 son nombre de victoires consécutives. Sa dernière défaite étant lors de la Coupe du monde 2005 contre le Portugal.

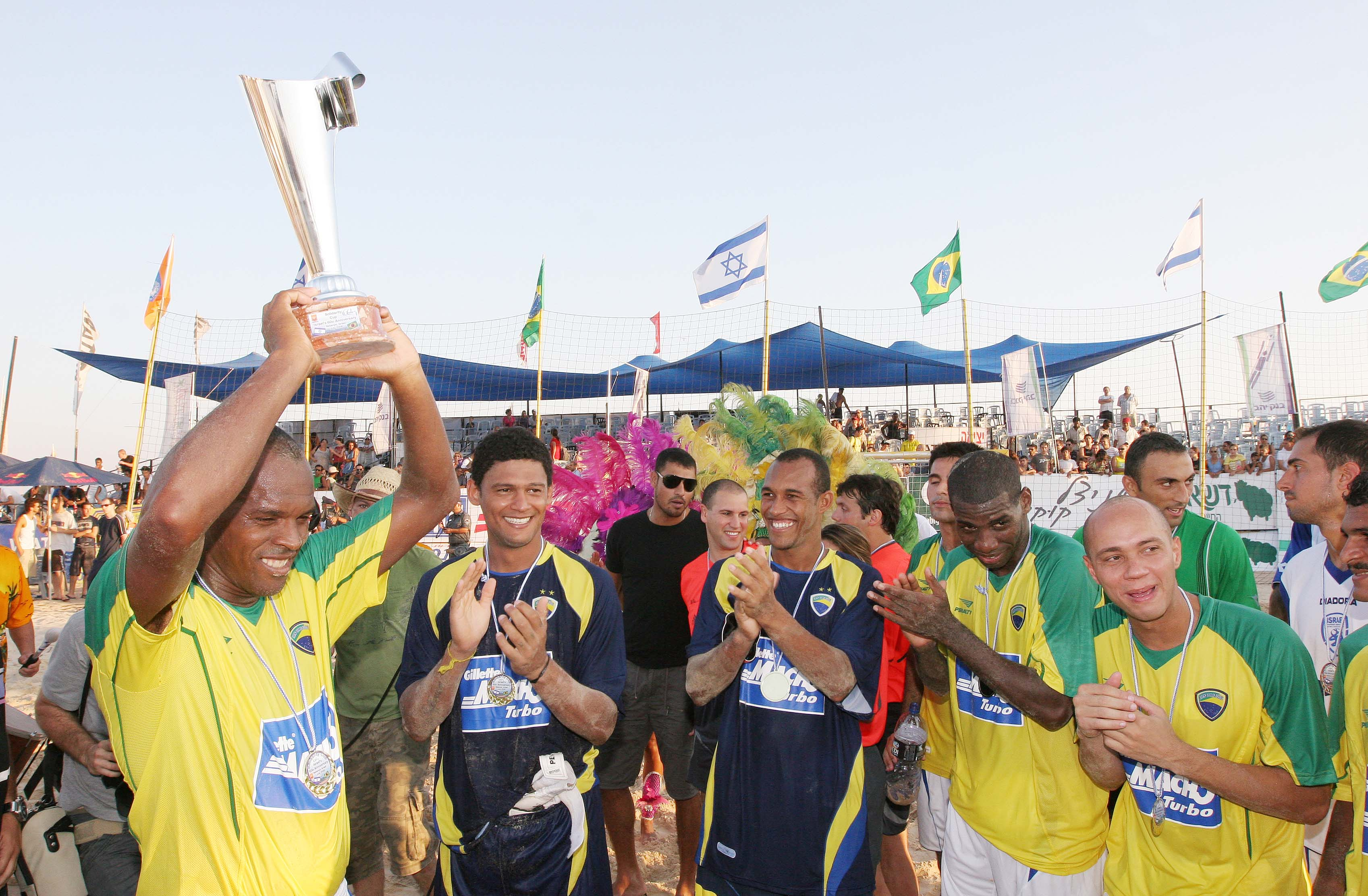
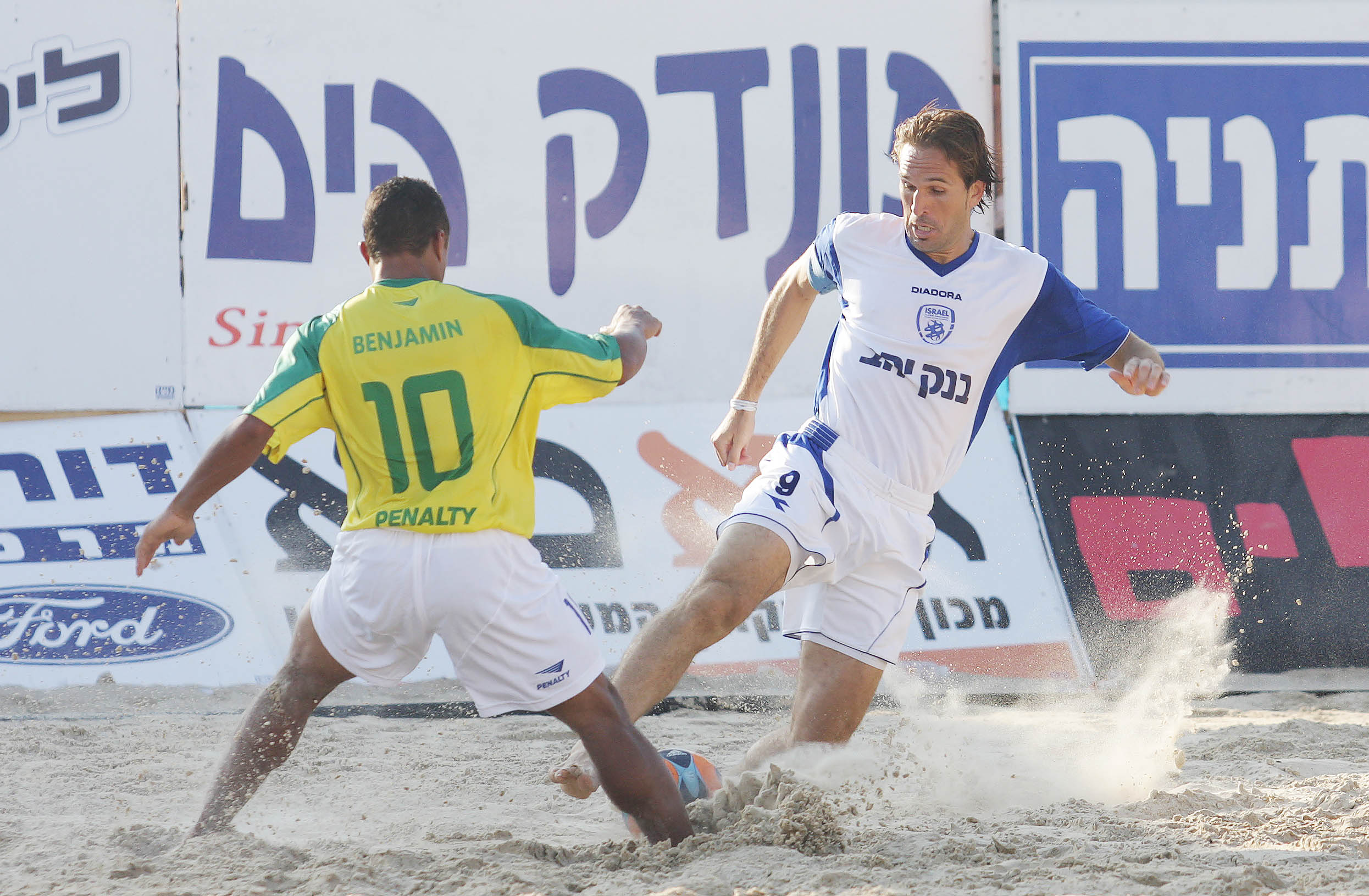
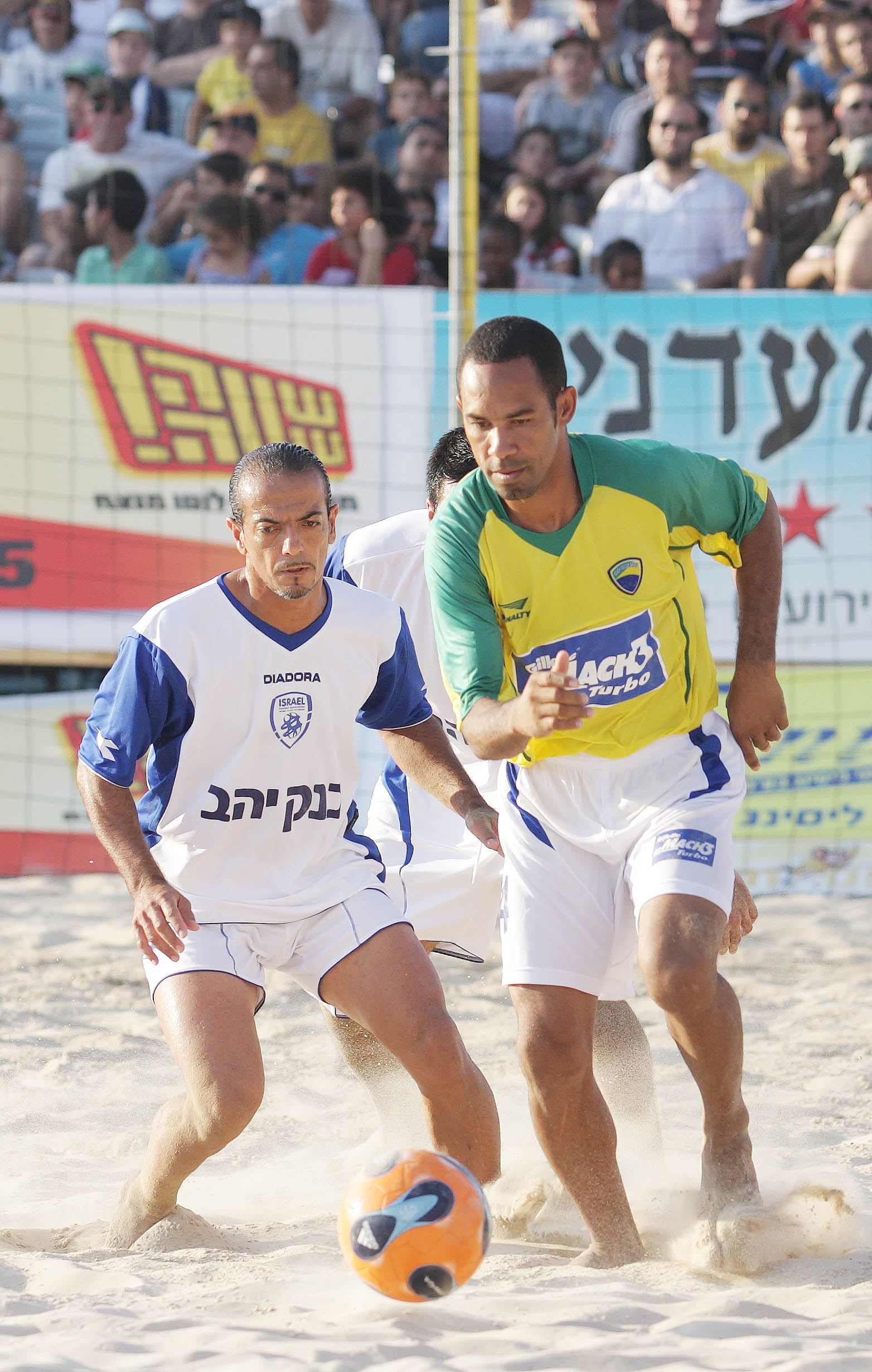

En 2008, l'Europe reçoit pour la première fois la Coupe du monde (à Marseille) et le Brésil se hisse au sommet du podium. En 2009, le film se répète à Dubaï avec le quatrième trophée de suite et le 13e en tout. Le mondiale se tient ensuite tous les deux ans et Ravenne est choisie pour accueillir l'édition 2011, l'équipe brésilienne rencontre alors sa première défaite en 33 matches, vaincu par la Russie (12-8) en finale. Deux ans plus tard, le Brésil ne marque pas son nom au palmarès durant deux éditions consécutives pour la première fois de l'histoire en terminant 3e.
Habituée à collectionner les titres, la Seleção entreprend un profond remaniement à la suite de son échec en Italie. À ce titre, le début de l'année 2013 marque un tournant, avec l'arrivée aux commandes de l'ancien international Júnior Negão. Le nouvel homme fort du beach soccer brésilien décide de s'appuyer sur des joueurs expérimentés comme Jorginho, Daniel et Marcelo Bueno pour évoluer aux côtés du buteur André, tout en accordant une place de plus en plus importante à de jeunes espoirs comme Bokinha et Datinha.
Le mandat de Negão débute sous les meilleurs auspices : neuf victoires en autant de sorties. Toutefois, la défaite enregistrée aux tirs au but face au Paraguay, en demi-finale des qualifications sud-américaines pour Tahiti 2013, douche l'enthousiasme des supporters auriverdes. Opposé à l'Équateur dans le match pour la 3e place, le Brésil s'est rassuré en dominant son adversaire sur un score sans appel (11-5). Bruno Xavier, qui avait manqué le penalty décisif, s'offre un quintuplé en guise de consolation. Malgré la qualification pour la Coupe du monde 2013 quelques doutes persistent. En pleine phase de transition, la Seleção aborde la phase finale parmi les favoris mais avec beaucoup moins de certitudes qu'à l'accoutumée.

## Palmarès
| Compétitions mondiales | Compétitions continentales |
| --- | --- |
| - Coupe du monde (16) - Vainqueur : 1995, 1996, 1997, 1998, 1999, 2000, 2002, 2003, 2004, 2006, 2007, 2008, 2009, 2017, 2024 et 2025 - Finaliste : 2011 - Troisième : 2005 et 2013 - BSWW Mundialito (15) - Vainqueur : 1994, 1997, 1999, 2000, 2001, 2002, 2004, 2005, 2006, 2007, 2010, 2011, 2016, 2017 et 2023 - Finaliste : 2003, 2008 et 2009 - Troisième : 1998 - Coupe latine (9) - Vainqueur : 1998, 1999, 2001, 2002, 2003, 2004, 2005, 2006 et 2009 - Finaliste : 2010 et 2011 - Troisième : 2000 - Copa das Nações (3) - Vainqueur : 2007, janvier 2013 et décembre 2013 - Coupe intercontinentale (3) - Vainqueur en 2014, 2016 et 2017 - Finaliste : 2011 et 2012 - Troisième : 2018 | - Championnat CONMEBOL (9) - Vainqueur : 2005, 2006, 2008, 2009, 2011, 2015, 2017, 2019 et 2021 - Troisième : 2013 - Copa América (14) - Vainqueur : 1994, 1995, 1996, 1997, 1998, 1999, 2003, 2012, 2013, 2014, 2016, 2018, 2023 et 2025 - Finaliste : 2022 |

## Statistiques

### Générales
Statistiques de l'équipe du Brésil de beach soccer au 28 septembre 2013 :
| Statistique                        | Nombre     | Note                           |
| Matchs joués                       | 465 matchs | un match nul                   |
| Victoires                          | 441 matchs | 95,9 %                         |
| Défaites                           | 23 matchs  | 4,1 %                          |
| Matchs à domicile                  | 214 matchs |                                |
| Matchs à l'étranger                | 251 matchs |                                |
| Équipes la plus affrontée          | 57 matchs  | contre l'Argentine             |
| Nombre de buts marqués en un match | 23 buts    | 23-3 contre le Mexique en 2005 |
| Plus large victoire                | 22-1       | contre Monaco                  |
| Buts marqués                       | 3392 buts  | moy : 7,47 buts/matchs         |
| Buts encaissé                      | 1215 buts  | moy : 2,57 buts/matchs         |

### Matchs contre la sélection mondiale
Le Brésil joue durant son histoire plusieurs matchs contre une sélection des meilleurs joueurs du monde. La Seleção remporte ses 7 premiers matchs avec 38 buts marqués, Benjamin est le meilleur buteur brésilien avec six buts, et 19 encaissés, le portugais Madjer étant la « bourreau » des adversaires avec neuf buts.

## Personnalités

### Records de sélections et de buts
Mise à jour le 28 septembre 2013

Les joueurs en gras n'évoluent plus en sélection
| Joueurs les plus capés | Joueurs les plus capés | Joueurs les plus capés | Joueurs les plus capés |
| Sélections             | Joueur                 | Période                | Buts                   |
| ---------------------- | ---------------------- | ---------------------- | ---------------------- |
| 339                    | Benjamin               | 1999-                  | 308                    |
| 318                    | Júnior Negão           | 1993-2008              | 318                    |
| 294                    | André                  | 2004-                  | 242                    |
| 293                    | Jorginho               | 1994-                  | 308                    |
| 274                    | Buru                   | 1998-                  | 218                    |
| 209                    | Bueno                  | ?-?                    | 53                     |
| 205                    | Sidney                 | ?-?                    | 133                    |
| 201                    | Mão                    | 2005-                  | 6                      |
| 200                    | Bruno Malias           | 2003-                  | 214                    |

### Principaux anciens joueurs

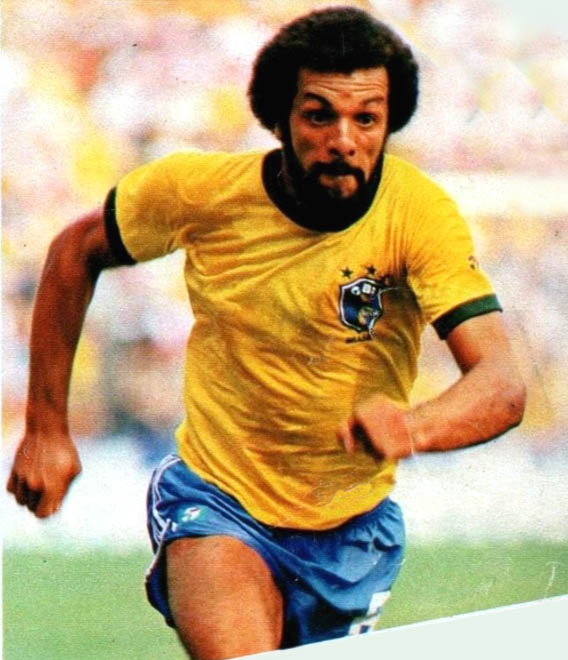
Júnior, 202 buts

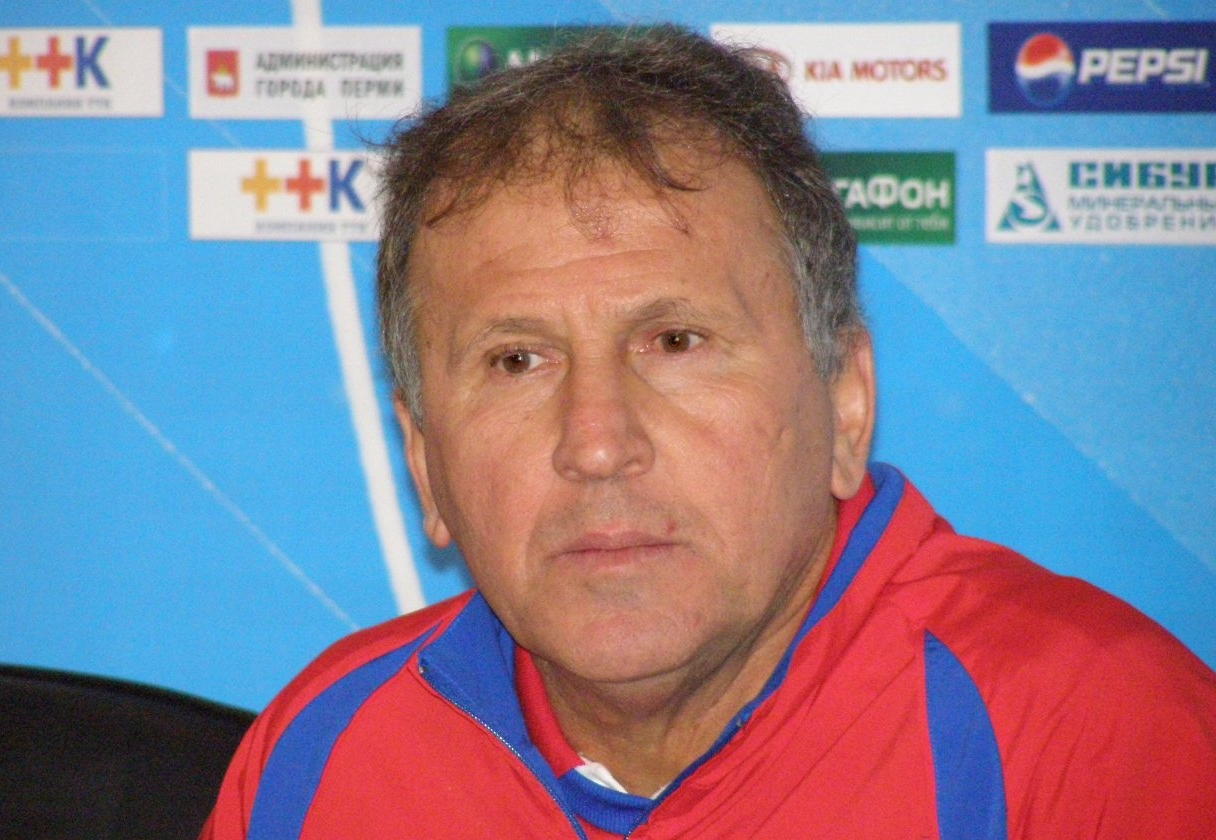
Zico, 41 buts

- Cláudio Adão
- Edinho
- Júnior Negão (1993-2008)
- Júnior
- Magal
- Neném (199?-2009)
- Paulo Sérgio
- Robertinho (1998-2006)
- Romário (2005)
- Zico

### Sélectionneurs
- 1995-2001 :  Marco Octávio
- 2006-2011 :  Alexandre Soares
- 2012 :  Gustavo Zloccowick
- 2013- :  Júnior Negão

### Effectif actuel

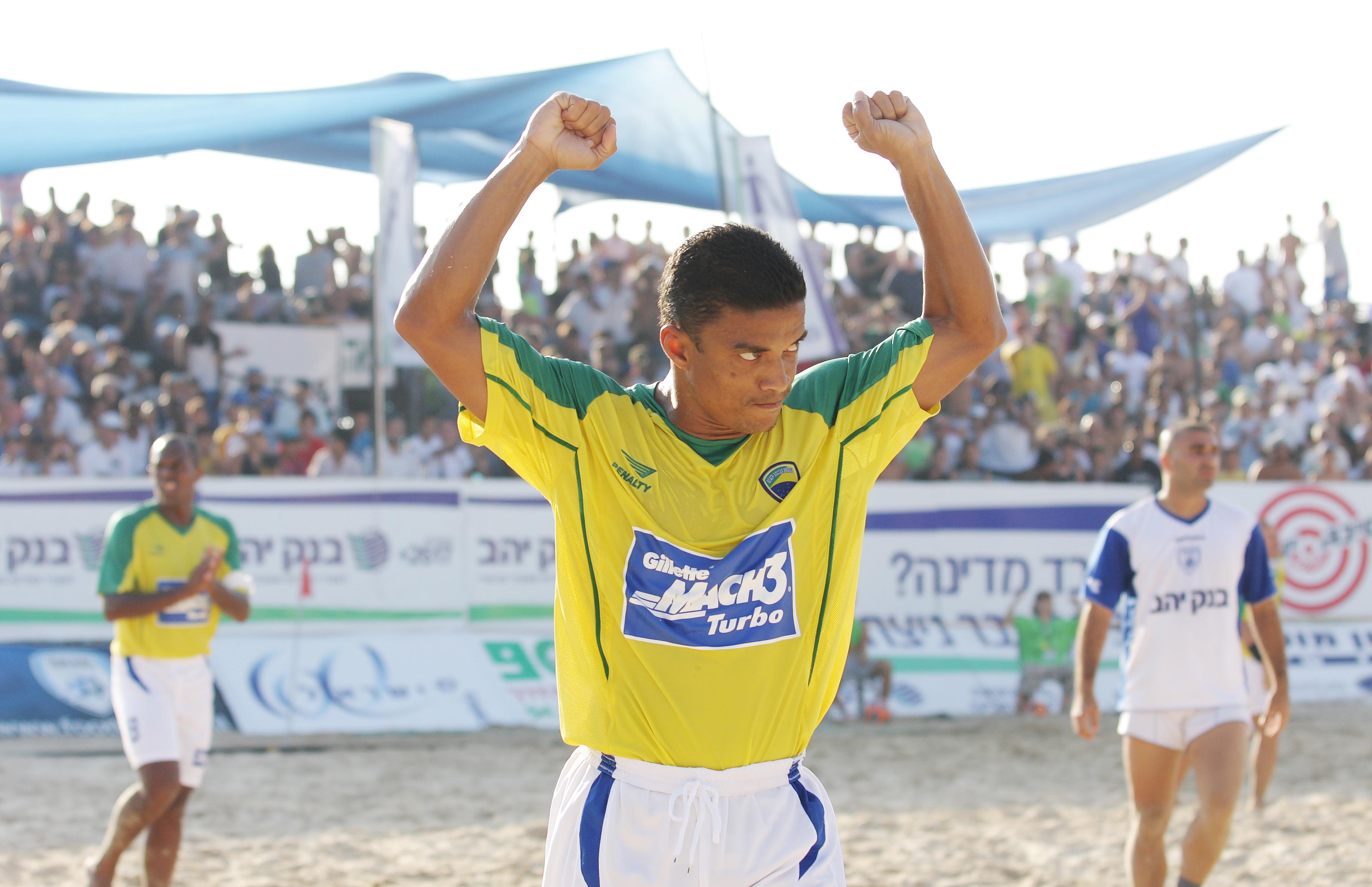
Benjamin, plus de 300 buts et sélections

Sélections et buts actualisés le 28 septembre 2013.
| Pos | Nom             | Date de naissance | Sélections | Buts | Depuis |  |
| --- | --------------- | ----------------- | ---------- | ---- | ------ |  |
| GB  | Mão             | 2 décembre 1978   | 201        | 6    | 2005   |  |
| GB  | Leandro Fanta   | 6 mai 1985        | 52         | 0    | 2011   |  |
| GB  | Cesinha         | 3 octobre 1983    | 11         | 1    | 2013   |  |
|     |                 |                   |            |      |        |  |
| DF  | Eudin           | 10 mai 1986       | 12         | 4    |        |  |
| DF  | Xixo            | 1er avril 1989    | 3          | 1    |        |  |
| DF  | Bueno           | 30 juillet 1972   | 209        | 53   |        |  |
| DF  | Rafinha         | 10 novembre 1988  | 6          | 2    |        |  |
| DF  | Anderson        | 11 août 1983      |            | 47   |        |  |
| DF  | Bruno Xavier    | 15 août 1984      | 50         | 55   | 2011   |  |
| DF  | Fernando DDI    | 8 mars 1981       | 54         | 31   |        |  |
| DF  | Buru            | 14 avril 1976     | 274        | 218  | 1998   |  |
| DF  | Betinho         | 16 décembre 1977  |            | 78   |        |  |
| DF  | Daniel          |                   |            | 104  |        |  |
|     |                 |                   |            |      |        |  |
| AT  | Jorginho        | 17 octobre 1974   | 293        | 308  | 1994   |  |
| AT  | André           | 26 mai 1977       | 294        | 242  | 2004   |  |
| AT  | Sidney          | 19 juin 1980      | 205        | 133  |        |  |
| AT  | Benjamin        | 29 mai 1969       | 339        | 308  | 1999   |  |
| AT  | Bruno Malias    | 29 mars 1980      | 200        | 214  | 2003   |  |
| AT  | Datinha         | 12 avril 1988     | 38         | 12   |        |  |
| AT  | Mauricinho      | 9 décembre 1989   | 8          | 12   |        |  |
| AT  | Bokinha         | 6 janvier 1991    | 12         | 7    | 2013   |  |
| AT  | Anderson Wesley | 4 mai 1990        | 15         | 5    | 2013   |  |

## Sponsors et partenaires
Pour jouer la Copa das Nações en janvier 2013, le Brésil est sponsorisé par Gillette, Itaú, Chevrolet, Nike et Duracell.